# نويليا سالا
نويليا سالا (بالإسبانية: Noelia Sala) مواليد 4 مارس 1988 في بوينس آيرس، الأرجنتين، هي لاعبة كرة يد أرجنتينية. مثلت منتخب الأرجنتين لكرة اليد للسيدات.

## سجل المنافسة
شاركت في البطولات التالية:
- بطولة العالم لكرة اليد للسيدات 2013